# Фонт, Селина
Селина Фонт (исп. Celina Font; род. 22 июня 1970) — аргентинская актриса театра, кино и телевидения, также кинорежиссёр и сценарист.

## Избранная фильмография

#### актриса
- 1995 — За гранью возможного / Más allá del límite
- 1996 — Человек, захвативший Эйхмана / The Man Who Captured Eichmann
- 1996 — Ален, свет луны / Alén, luz de luna (телесериал)
- 1997 — Смерть в раю / Cenizas del paraíso
- 1997–1998 — Богатые и знаменитые / Ricos y famosos (телесериал)
- 1999 — Тайное имя Бога / Por el nombre de Dios (телесериал)
- 2002 — 099, Центральная / 099 Central (телесериал)
- 2003 — Тестостерон / Testosterone / Testosterona
- 2004 — О Хуансито / Ay, Juancito
- 2005 — В поисках отца / Amarte así, frijolito (телесериал)
- 2005 — Игра в любовь / El Patrón de la vereda (телесериал)
- 2006 — Монтекристо / Montecristo (телесериал)
- 2008 — Отчаянные домохозяйки / Amas de casa desesperadas (телесериал)
- 2009 — Андрес не хочет спать днем / Andrés no quiere dormir la siesta
- 2012 — Индустрия Аргентина / Industria argentina, la fábrica es para los que trabajan
- 2013 — Святые и грешники / Santos y pecadores (телесериал)

#### режиссёр и сценарист
- 2006 — Ojos de perro azul
- 2008 — No hagas el amor en primavera